# Linnaemya brincki
Linnaemya brincki är en tvåvingeart som beskrevs av Verbeke 1970. Linnaemya brincki ingår i släktet Linnaemya och familjen parasitflugor. Inga underarter finns listade i Catalogue of Life.